# Seriphus
Seriphus is een monotypisch geslacht van straalvinnige vissen uit de familie van ombervissen (Sciaenidae).

## Soort
- Seriphus politus Ayres, 1860